# Office for National Statistics
Swyddfa Ystadegau Gwladol
L’Office for National Statistics (littéralement, le « Bureau pour les statistiques nationales » en anglais, abrégé en ONS), ou Swyddfa Ystadegau Gwladol (littéralement, le « Bureau des statistiques nationales » en gallois, abrégé en SYG), est une agence exécutive britannique chargée de collecter et publier les informations statistiques sur l'économie, la population et la société du Royaume-Uni. Pour des raisons historiques, le General Register Office (en) fait partie de cette agence qui est donc également responsable du recensement des naissances, décès et mariages en Angleterre et au pays de Galles.